# Copiula obsti
Espèce
Statut de conservation UICN

 DD  : Données insuffisantes
Copiula obsti est une espèce d'amphibiens de la famille des Microhylidae.

## Répartition
Cette espèce est endémique de la province indonésienne de Papouasie occidentale en Nouvelle-Guinée occidentale. Son aire de répartition concerne les pentes est des monts Wondiwoi, dans la péninsule Wandammen. Elle est présente entre 500 et 750 m d'altitude.

## Description
Copiula obsti mesure de 19 à 24 mm. Son dos est brun plus ou moins foncé avec des taches brun foncé ou noires des yeux jusqu'au milieu des flancs. Son ventre est blanc.

## Étymologie
Cette espèce est nommée en l'honneur de Fritz Jürgen Obst.

## Publication originale
- Günther, 2002 : Westernmost records of the Papuan frog genus Copiula with descriptions of two new species (Amphibia: Anura: Microhylidae). Faunistische Abhandlungen, vol. 23, p. 35-58.